# Satijnkroeskopje
Het satijnkroeskopje (Nemapogon clematella) is een vlinder uit de familie echte motten (Tineidae). De wetenschappelijke naam is voor het eerst geldig gepubliceerd in 1781 door Fabricius.
De soort komt voor in Europa.